# Aglaophamus erectans
Aglaophamus erectans är en ringmaskart som beskrevs av Hartman 1950. Aglaophamus erectans ingår i släktet Aglaophamus och familjen Nephtyidae. Inga underarter finns listade i Catalogue of Life.